# Ерін Триб
Ерін Триб (англ. Erin Trieb; нар. 1982) — американська фотографка.

## Життєпис

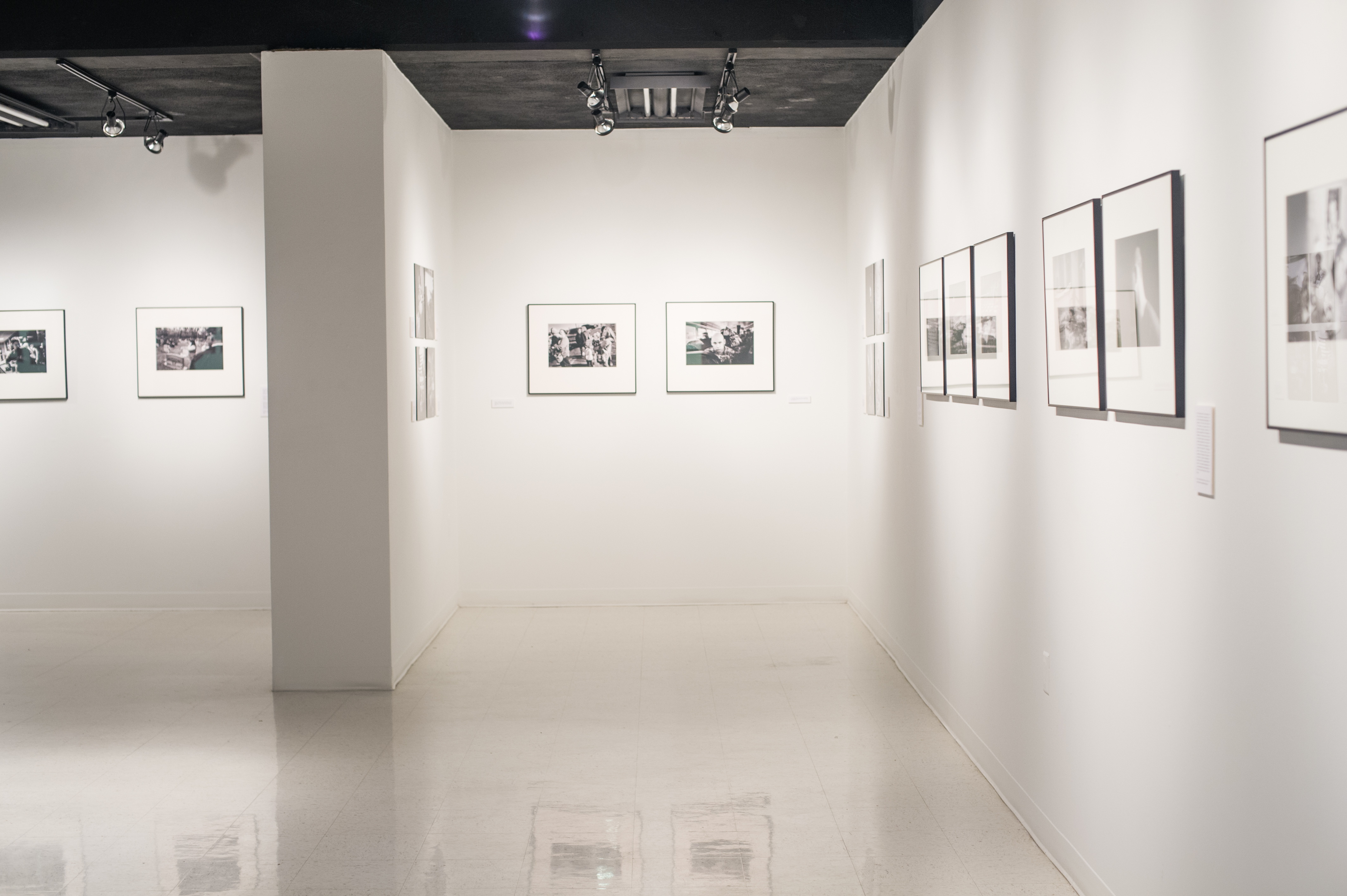
Виставка фотографій Ерін Триб 2015 року в Коммерс, штат Техас

З 2004 року висвітлює конфліктні та соціальні питання. Вона робить репортажі зі свого родинного штату Техас, де вона виросла і навчалася, а також з Близького Сходу, Афганістану та Південної Африки, України.
Задокументувала повернення солдатів з Афганістану у своєму проєкті «Повернення додому».
Її роботи публікувалися в багатьох великих виданнях у кількох країнах, таких як The New York Times, The Times, Newsweek, Time, Der Spiegel.

## Нагороди
- друге місце на міжнародному конкурсі Pictures of the Year International у категорії News Picture Story (2007);
- третє місце на конкурсі World Press Photo в категорії «Портрети» (2008);
- міжнародна премія «Зображення року» в категорії «Загальний репортаж новин» (2010).